# Don Joseph Colonna Cesari
Don Joseph Colonna Cesari, comte della Rocca (Don Giuseppe Colonna Cesari della Rocca), né le 10 mai 1825  à Porto-Vecchio et mort le 5 août 1887 à Paris 11e, est un sculpteur, peintre et graveur français.

## Biographie
D'abord destiné par sa famille à l'état ecclésiastique et pensionnaire au Grand séminaire d'Ajaccio, Colonna Cesari révéla une passion et un talent très précoce pour les arts, pratiquant notamment la sculpture au couteau et réalisant dans un premier temps des œuvres religieuses, telles qu'un Sacré Cœur placé dans l'église de Porto-Vecchio. Remarqué par le Conseil général de la Corse, il obtint à 19 ans une bourse qui lui permit d'aller suivre des études artistiques à l’Académie de Rome. Dans la deuxième partie de ses études il se spécialisa dans la gravure et le camée.
En 1849, il participa à la Révolution romaine comme capitaine de Dragons et, fait prisonnier par les troupes françaises, échappa de peu à la peine capitale. Rentré en Corse, il réalisa par la suite nombre d'œuvres remarquées, et fut plusieurs fois primé à l'Exposition générale de Bastia (1851, 1855), à l'Exposition générale d'Ajaccio (1865) ainsi qu'à l'Exposition régionale de Grasse.
Il quitta la Corse et s'installa à Paris à la fin des années 1860, figurant à l'Exposition universelle ainsi qu'au Salon de Paris, où il exposa presque sans interruption jusqu'à sa mort, connaissant un remarquable succès.
Outre un nombre considérable de bustes, camées et portraits des plus grands personnages de son temps, qui établirent sa réputation, Colonna Cesari réalisa aussi quantité de travaux divers d'une grande finesse, bijoux et pendentifs en corail ou en ivoire, bas-reliefs, sculptures sur bois ou dessins.

## Principales étapes artistiques
- Élève de l'Académie Saint Luc de Rome (Accademia di San Luca) (1844-1846 / 1848-1849).
- Membre de l'Accademia di belle arti di Urbino.
- Expose à l'Exposition universelle de 1867 ainsi qu'à celle de 1878.
- Expose au Salon de Paris à-partir de 1867.
- Directeur artistique à Monte-Carlo en 1877-1878.

## Principales œuvres
- 1846 : buste du comte Sebastiani, maréchal de France.
- 1849 : portrait du Président Louis-Napoléon Bonaparte, pour la salle du Conseil général de la Corse.
- 1851 : statue de San Pancrazio (Bastia).
- 1852 : scènes de voceri en bas-relief réalisées à la manière des artistes florentins de la Renaissance.
- 1855 : statue de l'Assomption de l'église de Sartène.
- 1856 : portrait de Napoléon III, pour la salle du Conseil général de la Corse.
- 1867 :
  - buste du Sénateur Pietri, Préfet de police de Paris.
  - buste du Sultan Abdulaziz.
- 1869 : 
  - buste de Napoléon Ier, pour le Tribunal des Prud'Hommes de la Seine.
  - médaille en cuivre à l'effigie de Napoléon Ier, pour la célébration du centenaire de la naissance de l'Empereur.
  - portrait bas-relief du Prince impérial.
- 1870 : buste du souverain de Perse Nasseredin Shah.
- 1871 : buste du Docteur Alphonse Guérin, chirurgien en chef des Hôpitaux de Paris et « père de la méthode aseptique » (Académie nationale de médecine).
- 1872 : buste de Lagrange, pour l'École normale supérieure de Paris.
- 1877 : buste du Baron Ferdinand de Lesseps.
- 1878 : buste du prince héritier Albert Ier de Monaco (Musée océanographique de Monaco).
- 1882 : chargé de mission du gouvernement Gambetta pour une Histoire Universelle par la vue destinée à l'Instruction publique.
- 1883 : buste du comte Alexandre Colonna d'Istria, 1er Président (Tribunal de Bastia).
- 1885 : buste de Edmond Hébert, Doyen de la Faculté des sciences de Paris.